# Biserica „Sfântul Arhanghel Mihail” din Văscăuți
Biserica „Sf. Arhanghel Mihail” este o biserică amplasată în Văscăuți, raionul Florești, Republica Moldova. Este un monument arhitectural de importanță națională inclus în Registrul monumentelor Republicii Moldova ocrotite de stat cu nr. 328 (raionul Camenca). Datează din 1819.